# Ekosystem

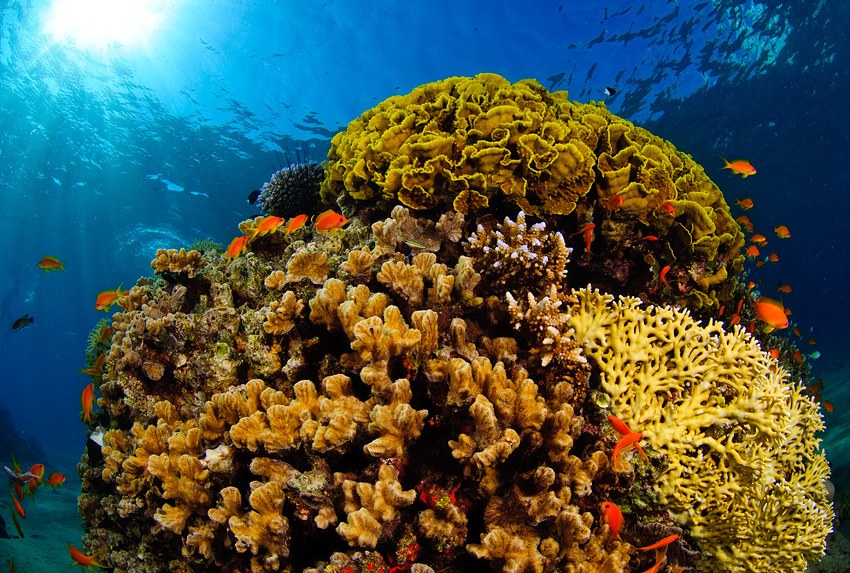
Ett korallrev kan ses som ett ekosystem.

Ett ekosystem är ett avgränsat område i naturen som vi  valt att betrakta som ett system, det vill säga en helhet, för att lättare kunna studera det. Ett ekosystem kan vara stort eller litet beroende på vad man väljer att studera, till exempel ekosystemet i havet eller i en liten damm.

## Definition
Termen skapades 1936 av botanisten och ekologen Arthur Tansley. Alla levande varelser och den livsmiljö som finns inom ett visst område bildar tillsammans ett ekologiskt system. Ett exempel på området är en blomkruka eller en insjö. Här samverkar djur och växter. De påverkar varandras livsmiljöer och betingelser, vilket kan beskrivas i näringsvävar. Hela biosfären går att betrakta som ett ekosystem likaväl som en skog eller en liten damm.

## Ekosystemets beståndsdelar
Ekosystem består dels av en levande del (biotiska) dels det icke levande (abiotiska) som finns inom det avgränsade området. Ekosystemets levande delar är uppbyggda i tre nivåer, ett samhälle vari det finns flera populationer av olika sorters växt- och djurarter där varje art är en individ som gör så att ekosystemet fungerar.

### Biotiska beståndsdelar

#### Producenter

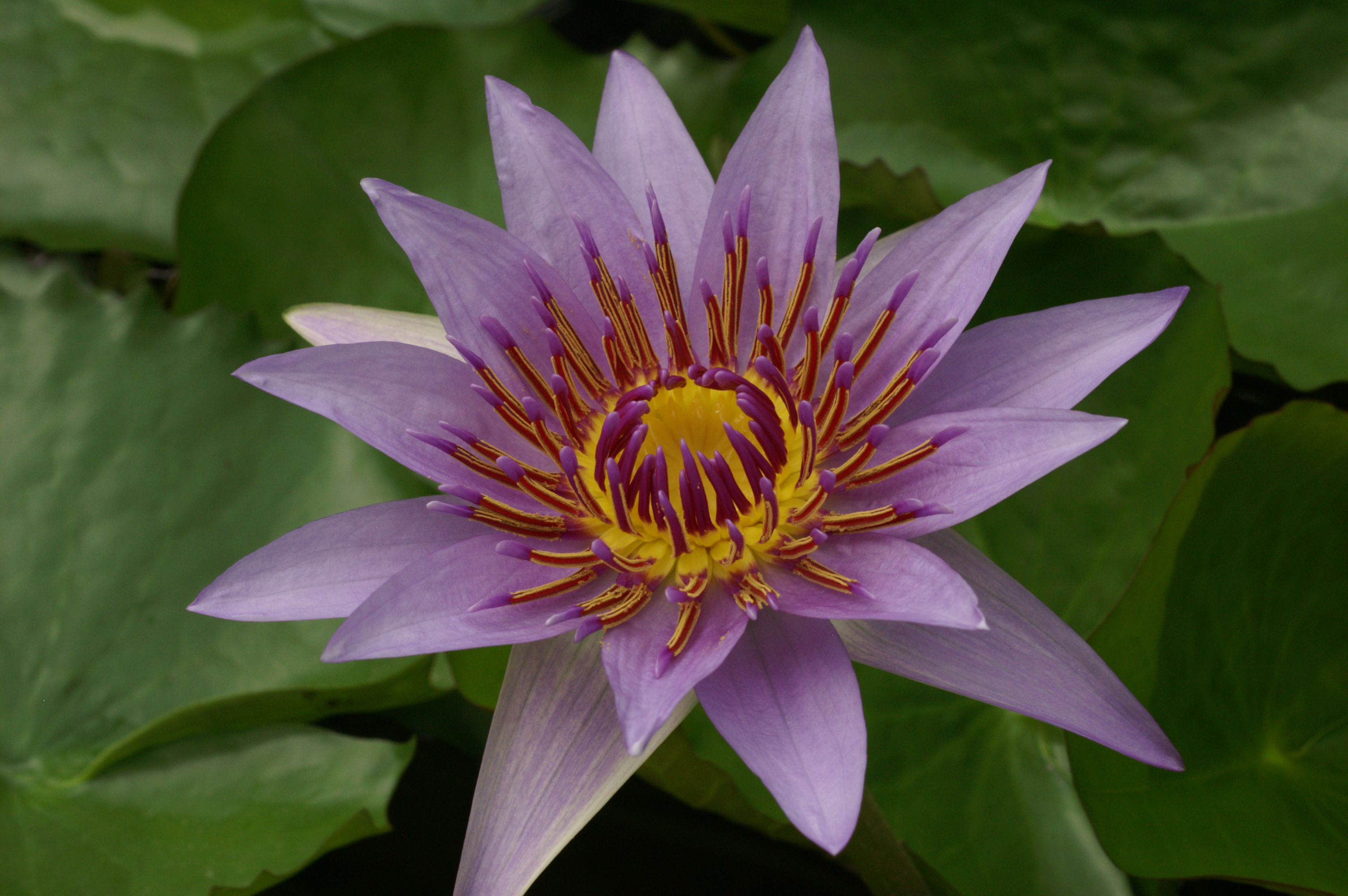
En dvärglotus, en producent inom vissa ekosystem.

De gröna växterna har en nyckelroll i ekosystemet. De binder energin från solen genom fotosyntesen. Fotosyntesen omvandlar solenergin (ljusenergi) till kemisk energi (till exempel socker) som djur och svampar sedan kan ta del av. Energin kan flöda genom hela den levande, biotiska delen, av ekosystemet. Växterna kan även använda sig av den icke levande, abiotiska delen, av ekosystemet genom att ta upp näringsämnen ur marken. Med hjälp av dessa näringsämnen och den bundna solenergin, ombildad till socker, bygger växterna upp ämnen som protein och fett. Växterna som utför fotosyntes benämns därför som producenter i ekosystemet.

#### Konsumenter

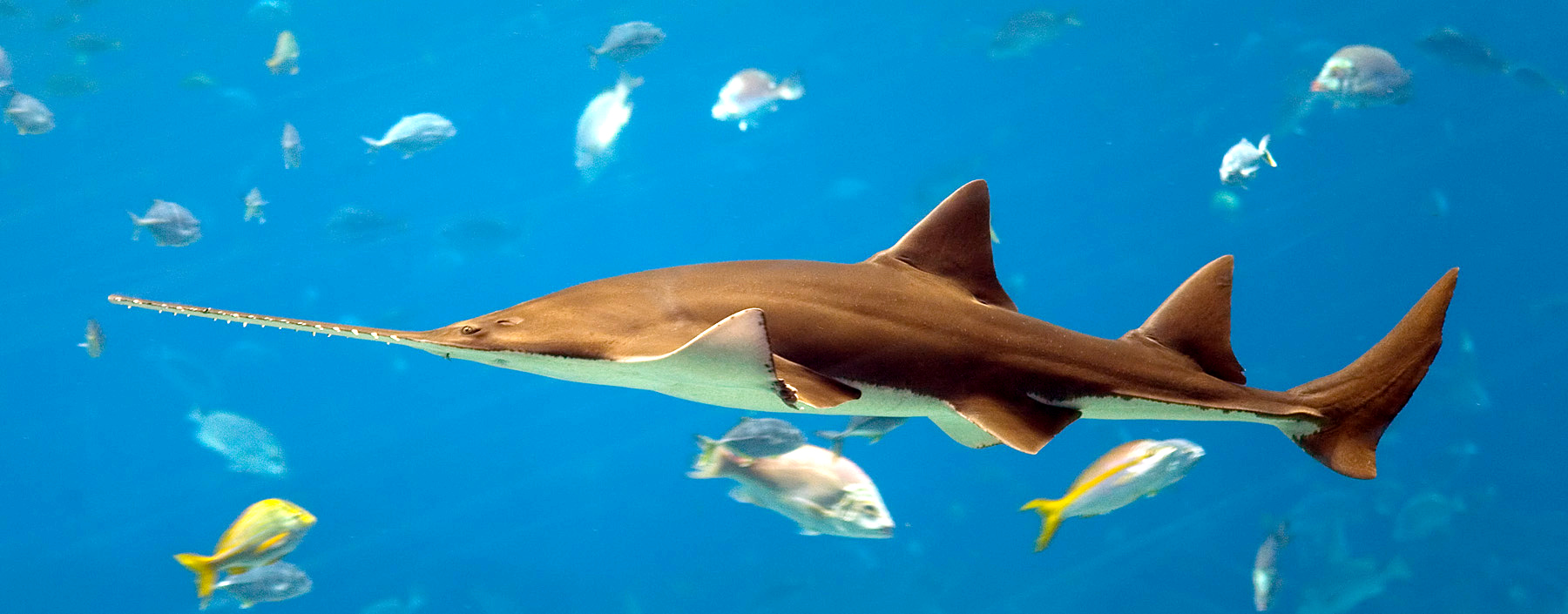
En sågfisk, en konsument i vissa ekosystem.

Skillnaden mellan producenter och konsumenter är att konsumenterna inte producerar sin egen mat utan livnär sig på energi som bundits i andra organismer såsom växter eller andra djur. Alla djur i ekosystemet är konsumenter. Några olika typer av konsumenter är växtätare, allätare och köttätare.

#### Nedbrytare

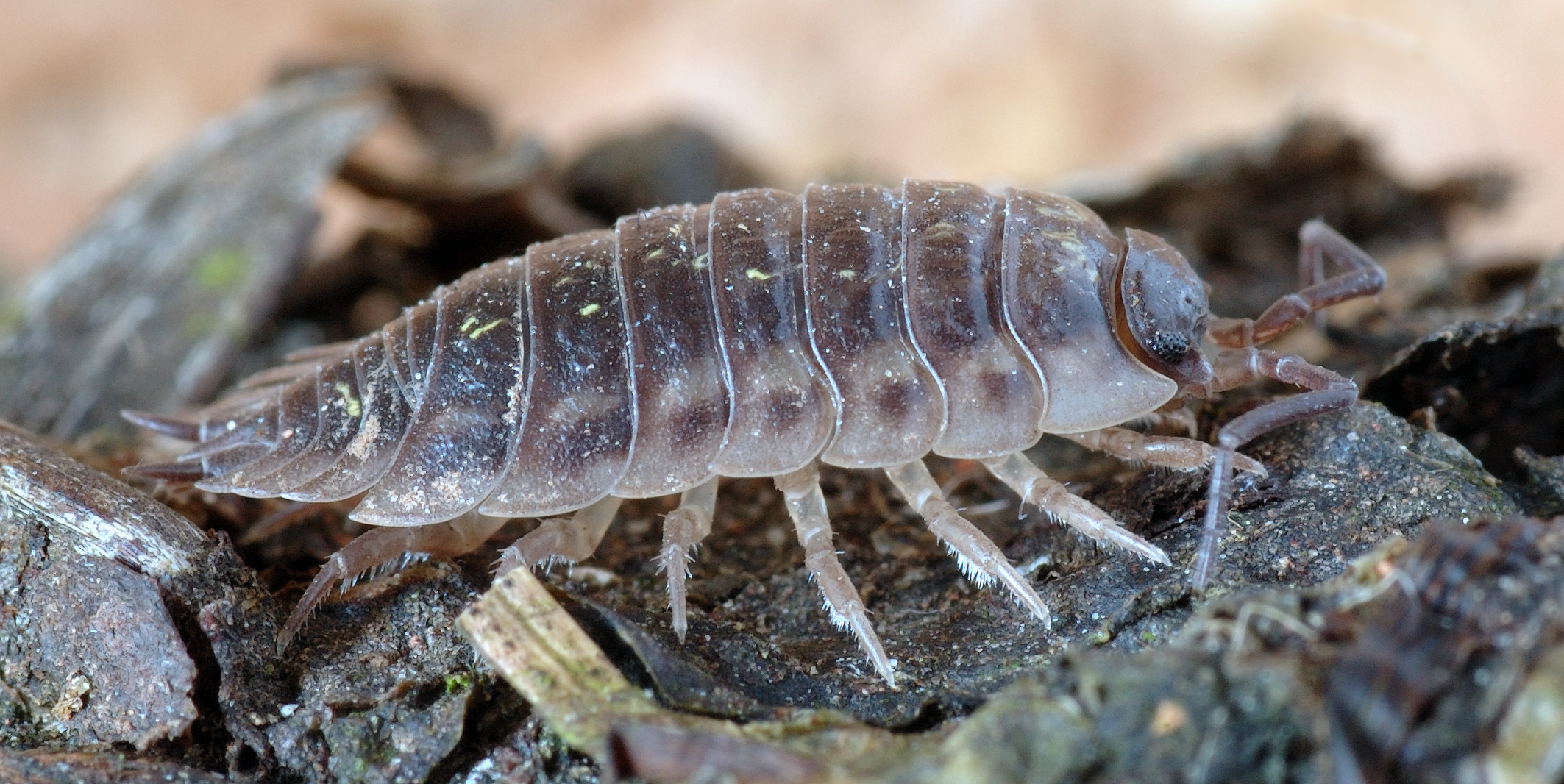
En gråsugga, en nedbrytare inom vissa ekosystem.

En nedbrytare är en organism som livnär sig på döda växter och djur. Bakterier, småkryp och svampar är viktiga nedbrytare som är nödvändiga för att ekosystemet ska fungera.

### Abiotiska beståndsdelar

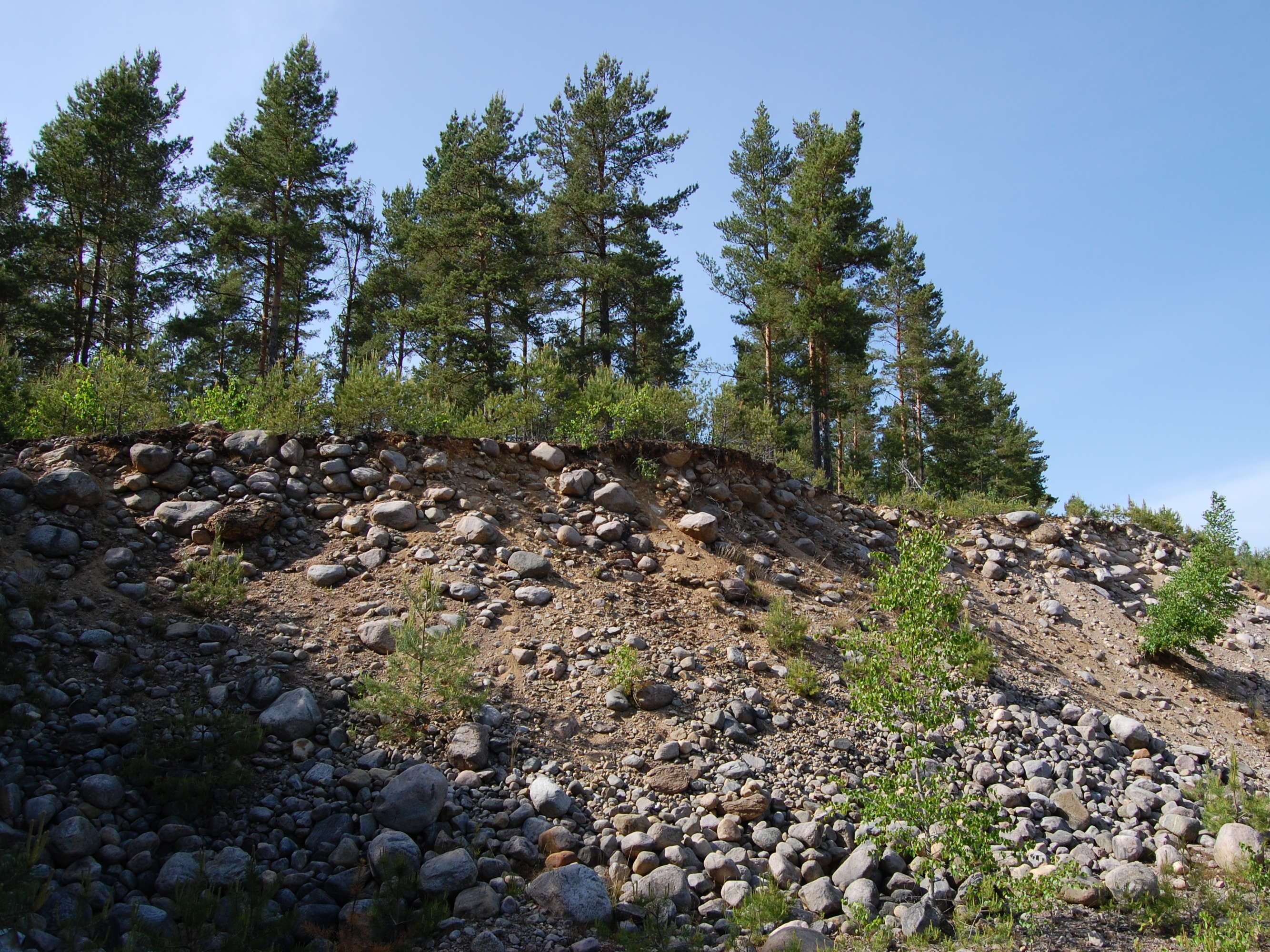
Ett block är inte vid liv och kan vara en abiotisk beståndsdel i ekosystem.

De abiotiska beståndsdelarna är de delar av ekosystemet som inte är vid liv. I exempelvis en skog kan denna del av systemet vara markens egenskaper, andra egenskaper i miljön som är avgörande för ekosystemets existens, eller helt enkelt bara en sten.

## Olika ekosystem

### Tropisk regnskog

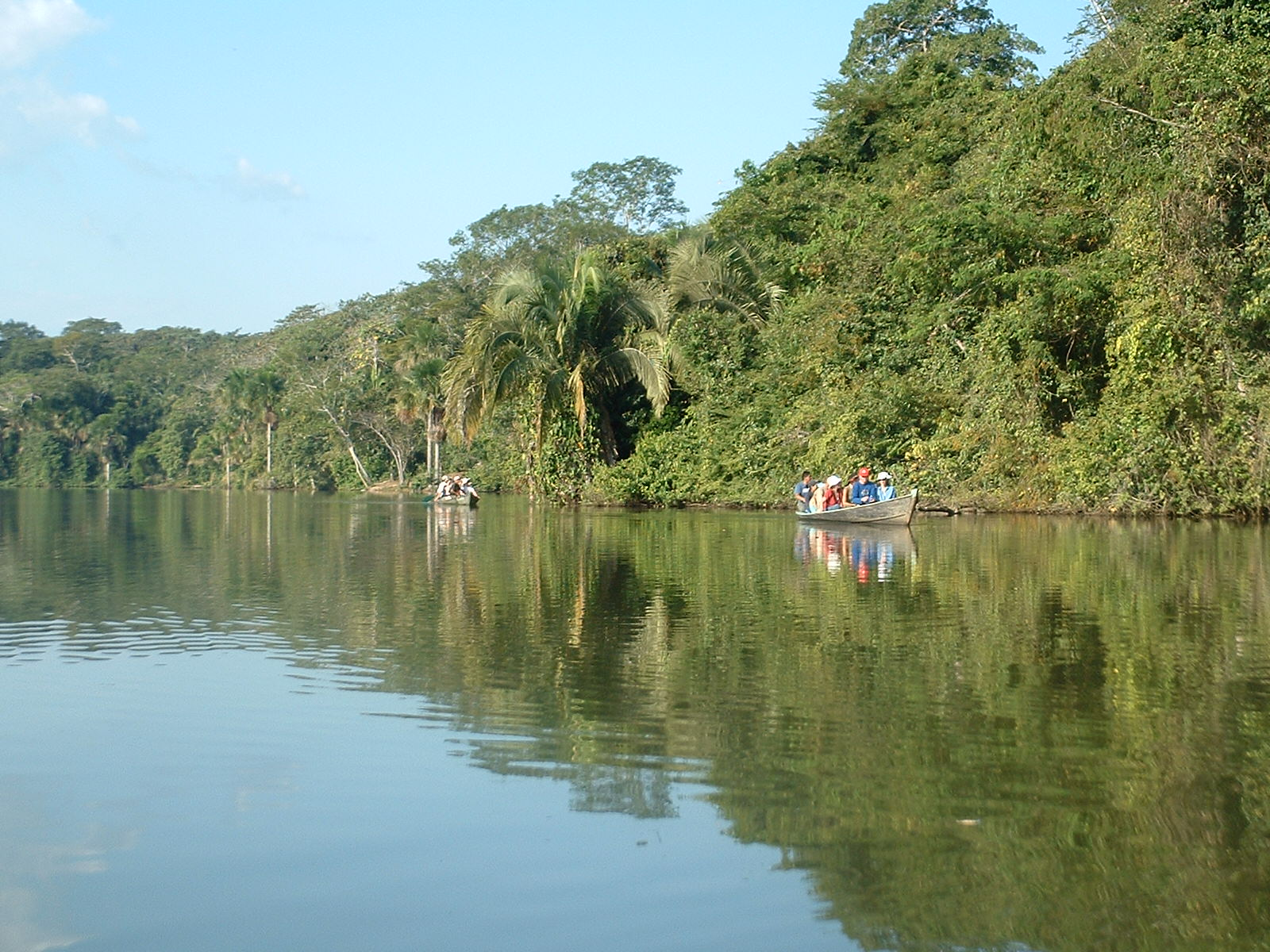
En regnskog.

I den tropiska regnskogen finns många epifyter av olika arter, både större epifyter, som träd, och mindre epifyter, som de mindre växter som lever på trädgrenar och trädstammar exempelvis orkidéer. På grund av detta finns det många ekologisk nischer för växtätare, något som i sin tur gör att köttätande arter frodas. Regnskogen är världens artrikaste ekosystem.

### Savann, stäpp och öken
De stora växtätarna antiloper, gaseller och elefanter frodas i Afrikas fyra största nationalparker Tsavo East och Tsavo West, Serengeti och Kruger, liksom de större köttätarna, bland annat lejon. På stäpperna och öknarna måste alla beståndsdelar i ekosystemet vara anpassade till hettan för att överleva. Kaktusen är bra på att överleva i öknen eftersom den inte har några blad som vatten kan avdunsta från.